# Toledo Jim White Chevrolets
Los Toledo Jim White Chevrolets fueron un equipo de baloncesto que jugó dos temporadas en la National Basketball League (NBL), competición antecesora de la actual NBA, con sede en la ciudad de Toledo (Ohio). Fue fundado en 1941. El equipo estaba patrocinado por Sidney Goldberg y Jim White Chevrolet.

## NBL
El fundador del equipo fue Sidney Goldberg, que compró la franquicia por 350 dólares, mientras que la NBL le ayudó aportando los otros 1.500 dólares que él no tenía. Goldberg obtuvo financiamiento adicional de Jim White Chevrolet, y construyó su equipo en torno a Chuck Chuckovits, ex estrella de la Universidad de Toledo y procedente de Hammond Ciesar All-Americans. Los otros jugadores de la plantilla fueron miembros de los desaparecidos Akron Firestone Non-Skids, como Tommy Wukovitz, Paul Nowak, Howard Cable, Glen Roberts, Bob Hassmiller y Jack Ozburn. 
El equipo entró en la NBL en la temporada 1941-42, finalizando con un pobre balance de 3 victorias y 21 derrotas. La única noticia agradable fue el rendimiento de Chuckovits, que fue el máximo anotador de la liga con un promedio de 18.5 puntos por partido, fue nombrado MVP de la temporada y formó parte del mejor quinteto de la liga.
En la siguiente temporada, los Chevrolets perdieron a Chuckovits, que se retiró como jugador para convertirse en entrenador. Sid Goldberg fichó a un buen número de jugadores locales afroamericanos, entre ellos Al Price, Bill Jones, Casey Jones y Shannie Barnett. Sin embargo, la inestabilidad del equipo le llevó a la desaparición el 14 de diciembre de 1942 tras perder los cuatro primeros partidos de la campaña.

### Trayectoria
Nota: G: Partidos ganados P:Partidos perdidos 
| Temporada | Liga | G | P  | %    | Posición | División    | Play-offs                |
| --------- | ---- | - | -- | ---- | -------- | ----------- | ------------------------ |
| 1941-42   | NBL  | 3 | 21 | .125 | 7º       | Grupo único | No se clasificó          |
| 1942-43   | NBL  | 0 | 4  | .000 | 5º       | Grupo único | No finalizó la temporada |